# Lidia Mannuzzu
Pour les articles homonymes, voir Mannuzzu.
Lidia Mannuzzu, née le 21 avril 1958 à Sassari et morte le 24 octobre 2016 dans la même ville, est une chercheuse biologiste et physiologiste italienne.

## Biographie

### Premières années
Lidia M. Mannuzzu est née à Sassari, en Italie. Son père est l'écrivain Salvatore Mannuzzu et elle a une sœur Mary. Lidia obtient son diplôme en médecine avec mention à l'université de Sassari en 1984, avec une thèse sur le favisme. Elle continue ses études au Max Planck Institute, à l'université Brunel à Londres, et à l'école de médecine d'Aix-la-Chapelle en Westphalie.
Dès l'obtention de sa licence et jusqu'en 1986, elle travaille comme chercheuse au département de biochimie et de génétique à l'Université de Turin, participant aux travaux de recherche sur les membranes cellulaires des plaquettes et des cellules du sang qui jouent un rôle fondamental dans l'hémostase.

### Université de Californie à Berkeley
En 1987 elle part pour Berkeley aux États-Unis, afin de faire un master en physiologie à l'université de Californie à Berkeley. En 1990 elle y obtient son doctorat avec mention. Durant les années 1990, avec ses collègues Mario Morrone et Ehud Isakoff, elle étudie les canaux tensiodépendants dans les cellules. Les trois chercheurs développent une nouvelle technique pour suivre les mouvements de différents acides aminés dans le canal de protéines à ions des membranes cellulaires en les marquant avec des fluorophores. Le changement de fluorescence des acides aminés marqués après stimulation électrique (et les réponses associées par les protéines membranaires impliquées) produisent les premières mesures en temps réel du mouvement des protéines dans le canal senseur du voltage.
Elle développe et fait breveter des technologies ciblant les processus des globules rouges et des fonctions des cellules du système nerveux. En 2000 elle devient professeur à Berkeley, continuant ses recherches sur le fonctionnement des synapses avec Ehud Isacoff. En 2005, elle quitte Berkeley pour fonder Nano Med Technology, une entreprise étudiant l'utilisation de nouveaux médicaments pour les maladies induisant une dysfonction des membranes cellulaires. Nombre de ses travaux de recherche sont publiés dans des revues académiques comme PNAS, Nature, et Science.

### Retour en Italie
Mannuzzu retourne en Italie en 2006, avec le soutien d'un programme du ministère de Recherche scientifique pour le retour des Italiens de l'étranger. Elle continue ses travaux au département des sciences biomédicales de l'université de Sassari, où elle étudie la relation entre les maladies liées aux globules rouges et la thalassémie.
Elle meurt le 24 octobre 2016 d'une embolie pulmonaire.

## Brevets
- Patente n. 5,756,351, 13 janvier 1997. pour les senseurs biomoléculaires.

## Travaux principaux
- Conformational switch between slow and fast gating modes: allosteric regulation of voltage sensor mobility in the EAG K+ channel. Roland Schönherr, Lidia M Mannuzzu, Ehud Y Isacoff, Stefan H Heinemann. Neuron 35:935-49 2002-10-09[7]
- Structural rearrangements in single ion channels detected optically in living cells. AloisSonnleitner, Lidia M Mannuzzu, Susumu Terakawa, Ehud Y Isacoff. Proceedings of the National Academy of Sciences of the United States of America 99:12759-64 2002-09-12[8]
- Independence and Cooperativity in Rearrangements of a Potassium Channel Voltage Sensor Revealed by Single Subunit Fluorescence[9]
- Increased Red Cell Calcium, Decreased Calcium Adenosine Triphosphatase, and Altered Membrane Proteins During Fava Bean Hemolysis in Glucose-6-Phosphate Dehydrogenase-Deficient (Mediterranean Variant) Individuals, By Franco Turrini, Anna Naitana, Lidia Mannuzzu, Gianpiero Pescarmona, and Paolo Arese[10]
- Estimate of the number of urea transport sites in erythrocyte ghosts using a hydrophobic mercurial[11]